# 聖心主教座堂 (甘露市)
聖心主教座堂（英文：Sacred Heart Cathedral）是一間位於加拿大英屬哥倫比亞省湯普森-尼古拉地區甘露市下郊尼古拉街的一個羅馬式教堂，屬天主教甘露市教區的天主教主教座堂。

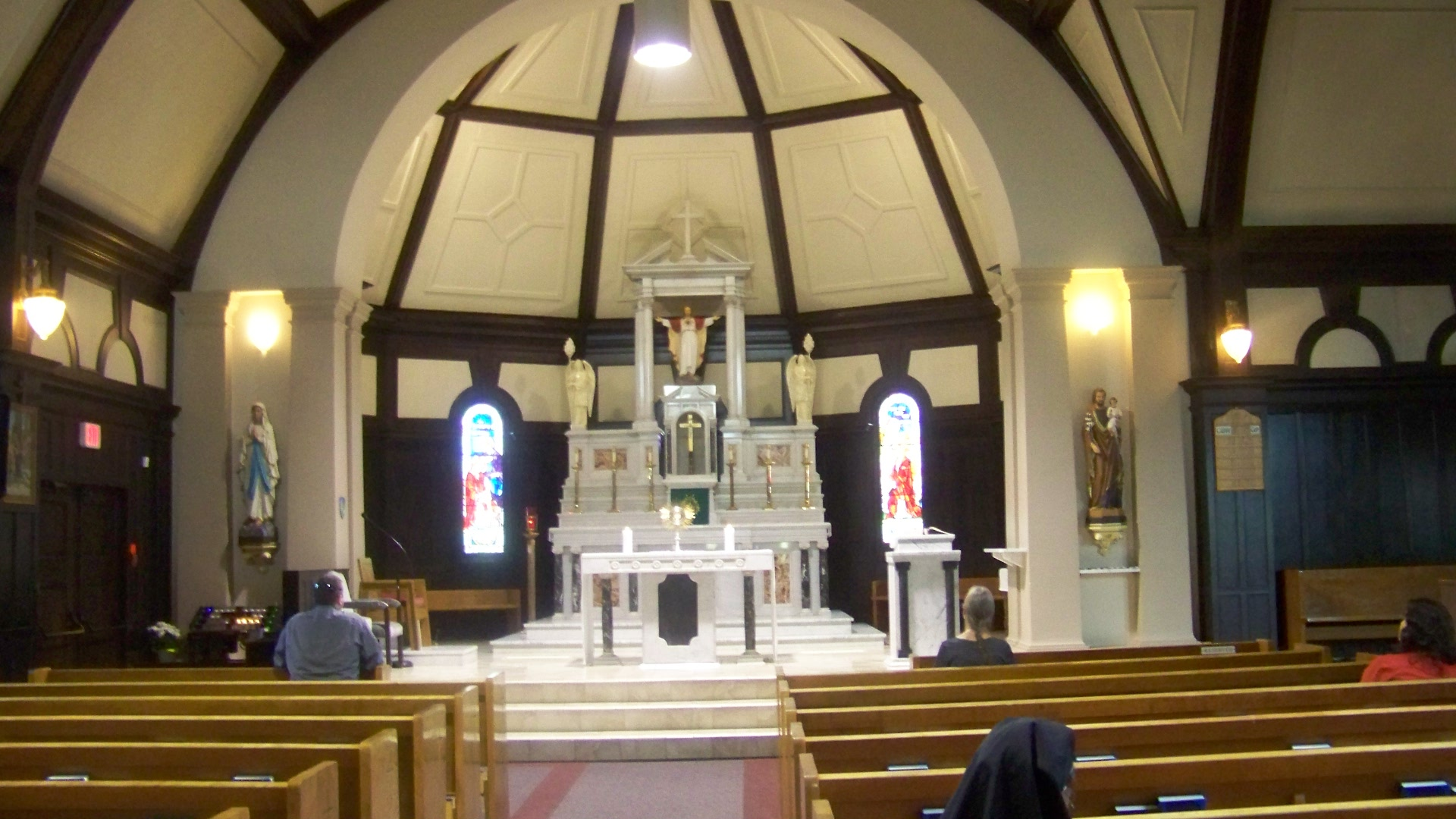
教堂內部

## 資料來源
1. ↑   (PDF). Kamloops.ca – Kamloops Museum & Archives. City of Kamloops.   [October 5, 2012]. （原始内容 (PDF)存档于2016-04-06）.

## 外部連結
- 主教座堂官網 （页面存档备份，存于）